# Wangen im Allgäu
Wangen im Allgäu är en stad i förbundslandet Baden-Württemberg i Övre Schwaben i Tyskland. Den är huvudort i distriktet Ravensburg. Folkmängden uppgår till nästan 27 000 invånare, på en yta av 101,29 kvadratkilometer. Staden utgörs av centrala Wangen (Kernstadt) och delområdena Deuchelried, Karsee, Leupolz, Neuravensburg, Niederwangen och Schomburg.
Staden ingår i kommunalförbundet Wangen im Allgäu tillsammans med kommunerna Achberg und Amtzell.

## Historia
Första kända gången Wangen nämndes var 815, som Wangun. 

Mycket av stadens historiska centrum finns fortfarande kvar, med bland annat två stadsportar, den Ravensburger Tor och Lindauer Tor, förutom den stora delen av stadsmuren.

## Vänorter
Wangens vänorter:
- La Garenne-Colombes, Frankrike (sedan 1980)
- Prato, Italien (1988)

## Bilder

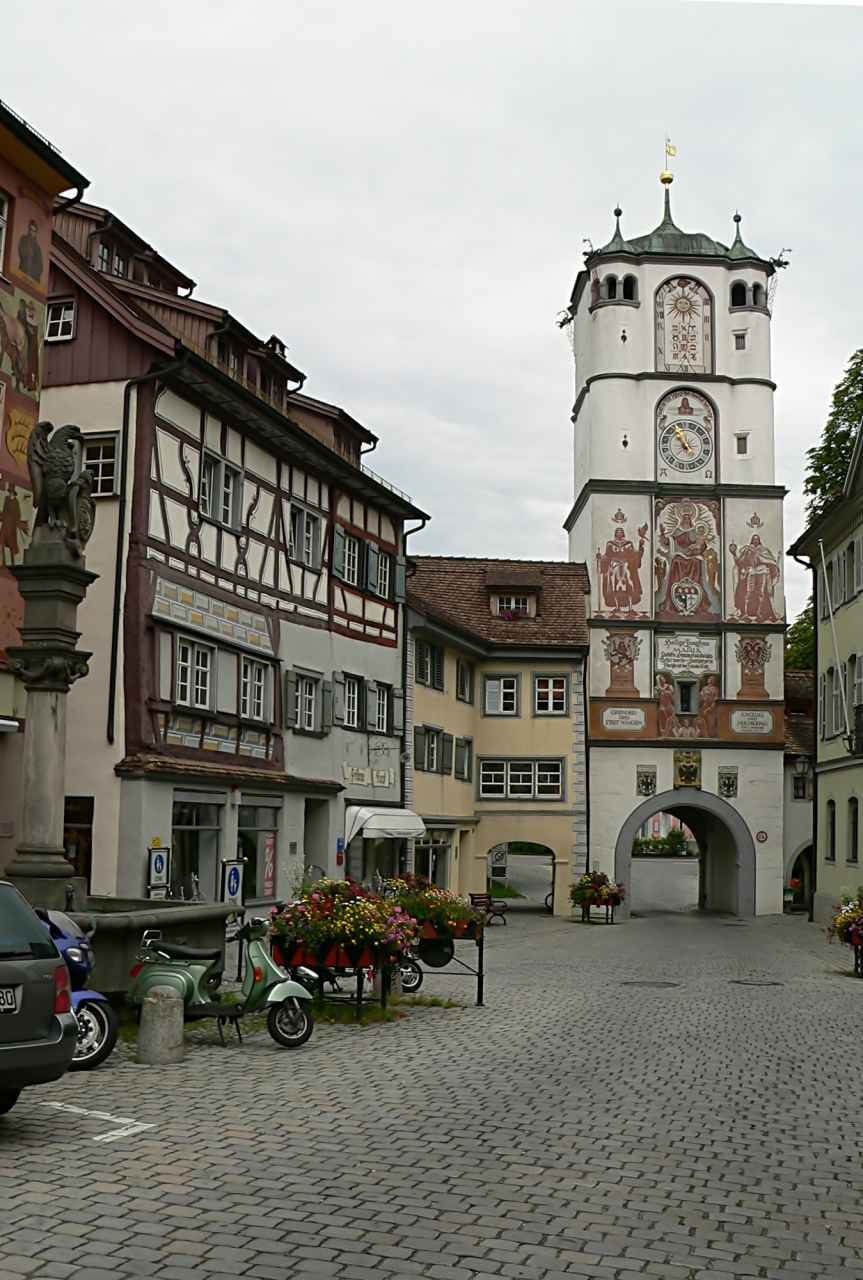
Ravensburger Tor
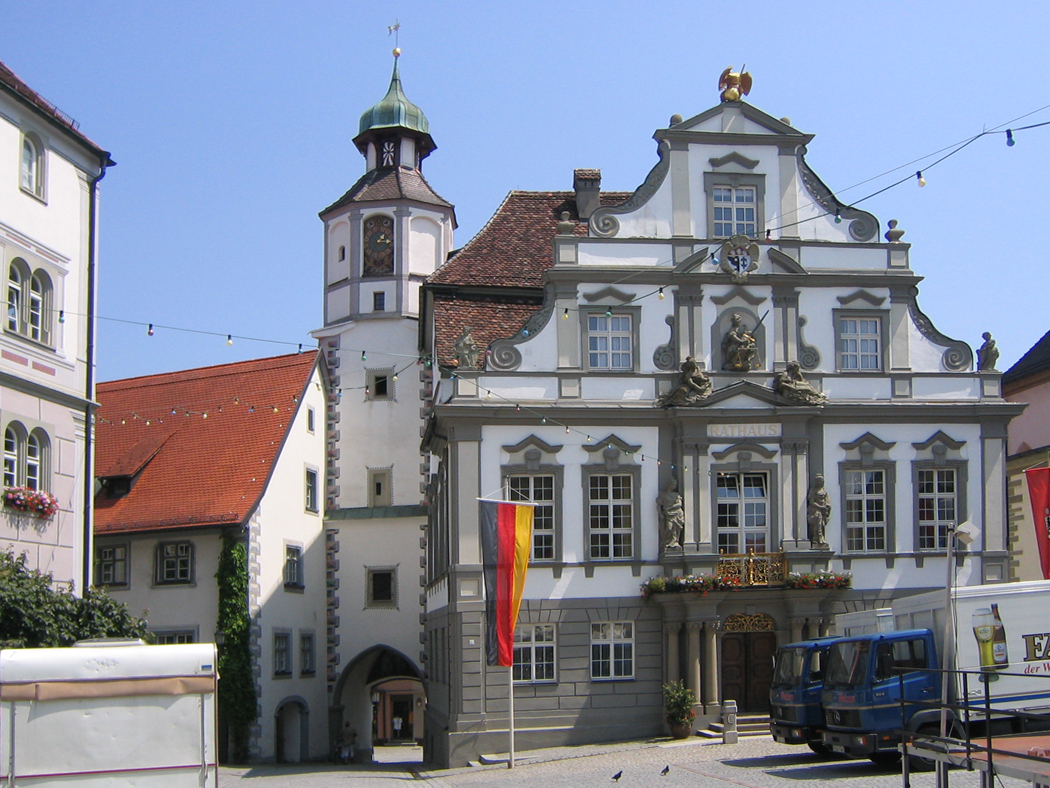
Stadshuset
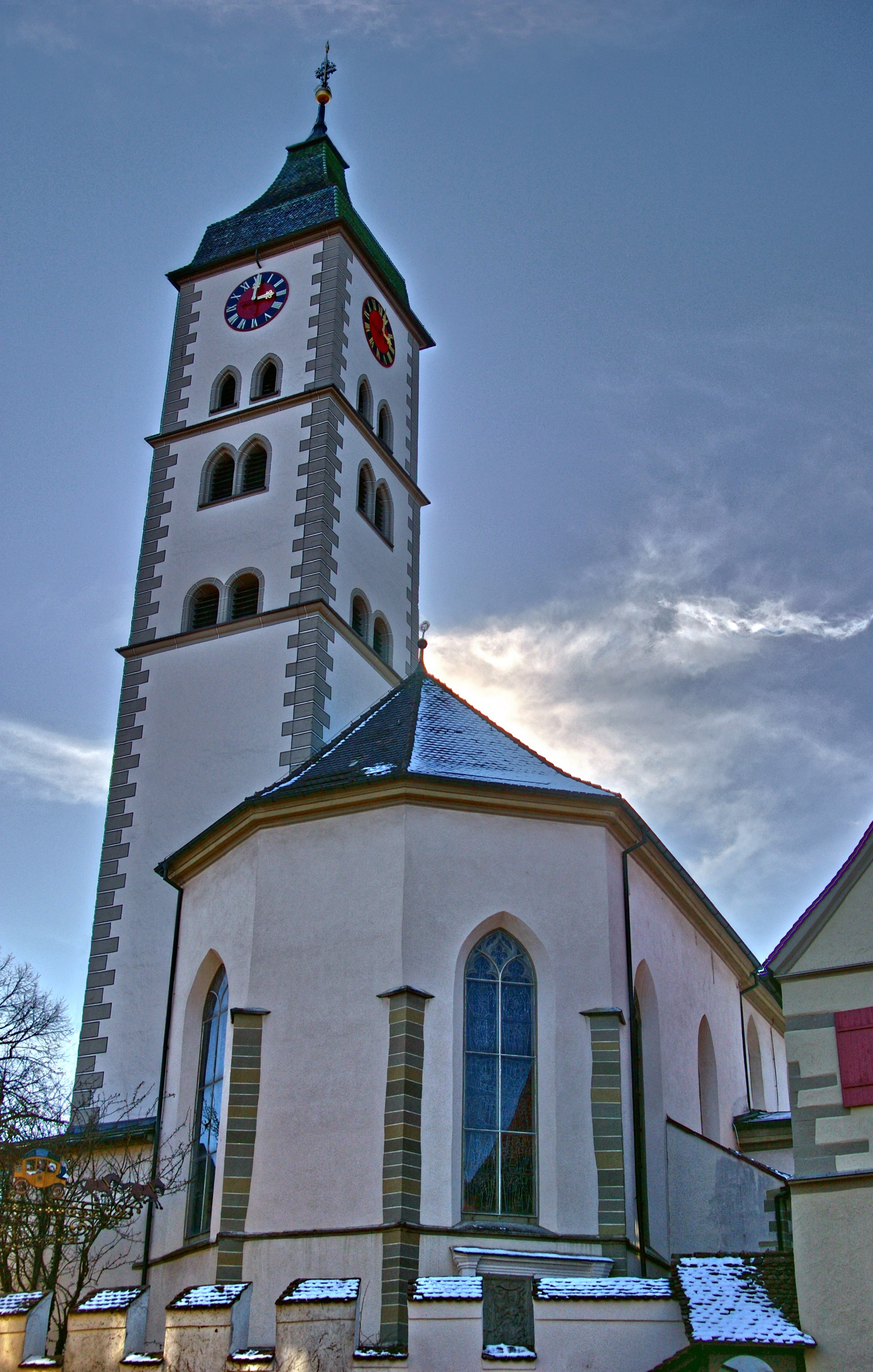
kyrka St. Martin
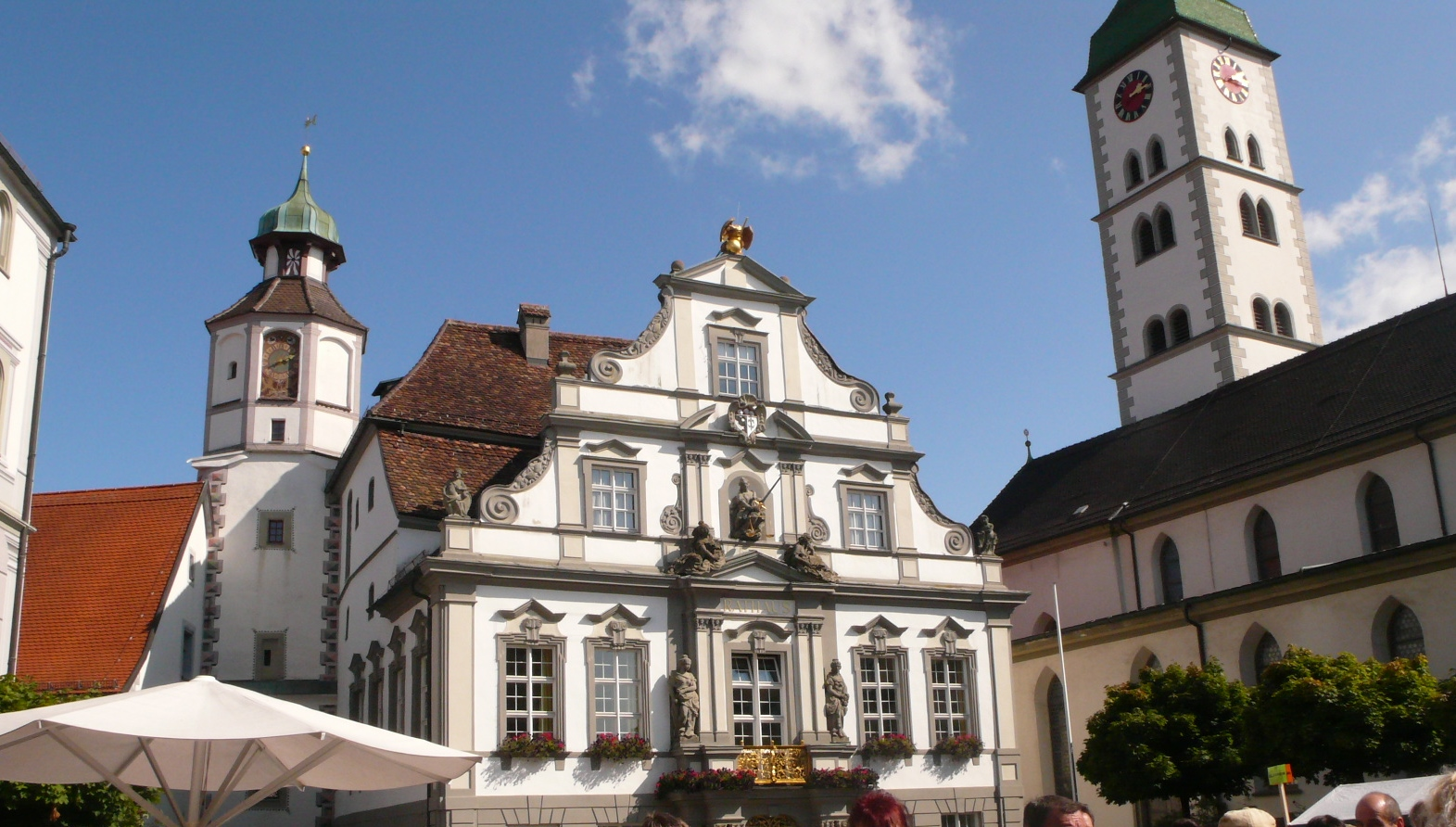
Marknads